# Felix Mendelssohn (artiste britannique)
Pour le compositeur allemand, voir Felix Mendelssohn.
Pour les articles homonymes, voir Mendelssohn.
Pour les articles ayant des titres homophones, voir Mendelsohn et Mendelson.
Felix Mendelssohn, né le 19 septembre 1911 à Brondesbury Park et mort le 7 février 1952 à Londres, est un artiste anglais qui fut populaire au Royaume-Uni et aux États-Unis dans les années 1930 et 1940 en tant qu'animateur du groupe de musique hawaïenne Felix Mendelssohn And His Hawaiian Serenaders, il était connu pour apparaitre toujours avec un collier de fleurs et souvent avec des danseuses de Hula.
Felix Mendelssohn n'a pas de lien direct avec son homonyme compositeur romantique allemand du XIXe siècle Felix Mendelssohn.

## Biographie
Felix est issu d'une famille britannique modeste issue de l’immigration juive ashkenaze, son père, Martin Mendelssohn, est agent de change, et sa mère Kate Lazarsfeld Warner est agent de comédien (« impressario »), elle-même fille d'un agent réputé. Il est donc enfant de la balle.
Felix est inscrit à la City of London School, une école publique de garçons. Il montre un intérêt pour toutes sortes de sports, en particulier le cricket, mais il souhaite faire carrière dans le monde du spectacle comme son grand-père, Richard Warner.
Le jeune Felix commencera par travailler avec son père, puis s'engage dans la marine en 1928 à l'âge de 17 ans et, déçu, la quittera assez vite. Il retourne auprès de son père et commence à organiser des concerts de bienfaisance, ce qui le passionne. Voulant multiplier les nouvelles expériences, il fait partie d'une troupe de théâtre pendant six mois, puis il rentre à Londres pour diriger le cabaret "The Glow Worm" sur Oxford Street à côté du grand magasin Selfridges. Il en profite pour ouvrir à proximité un magasin d'habillement.
Il rencontre le chanteur et chef d'orchestre de British Dance Band (en) Harry Roy, qui lui demande d'écrire un article sur son groupe. Aussitôt débute pour lui une brillante carrière d'agent artistique et de publisciste auprès de vedettes anglaises et américaines des années 1930 comme Arthur Tracy, Al Bowlly, Joe Loss, Mantovani, Carroll Gibbons (en), Charlie Kunz (en), Lew Stone, ou le compositeur Lawrence Wright (en). En 1933, Felix Mendelssohn brille dans le milieu du spectacle, il organise des concerts, présente des prix, rédige des articles, et compose deux chansons pour Harry Roy.
En mai 1937, alors qu'il n'est ni musicien ni chanteur, Felix Mendelssohn crée son groupe, "The Felix Mendelssohn Band", et enregistre pour Decca. L'une des chansons de ce premier album, Sweet Leilani, sur un air de style hawaïen, est un véritable succès radiophonique dans des programmes comme Top Hat Express sur Radio Luxembourg ou Café Aulait sur Radio Normandy.
Toujours à la recherche de nouveautés et fort de ce succès, Felix Mendelssohn se lance sur la vague de la musique hawaïenne, et enregistre sur le label Parlophone le groupe de steel guitar de Roland Piché (Roland Peachy ou Peachey en anglais), qui joue au London Palladium en 1938 et 1939. Le disque sort en novembre 1939 sous le nom de Felix Mendelssohn's Hawaiian Serenaders : Roland Peachey se découvre alors relégué au simple rang de guitariste, dépossédé de son groupe.
Le groupe est complètement transformé, avec de nouveaux musiciens hawaïens et anglais, des danseuses hawaïennes en jupes à franges traditionnelles, et en 1946 leur relatif déshabillé fait des scores d'audience à la télévision, un nouveau média dont Felix Mendelssohn va rapidement comprendre l'importance.
Jusqu'en 1946, le succès des Felix Mendelssohn's Hawaiian Serenaders va grandissant, mais un enchaînement de contrats malheureux, la dégradation de son état de santé, et progressivement la fin de la mode des musiques hawaïennes, entraînent des difficultés financières insurmontables pour Felix Mendelssohn. Son dernier enregistrement des Hawaiians Serenaders est réalisé en septembre 1951.

« Felix Mendelssohn était un personnage plutôt excentrique affublé d'un défaut d'élocution embarrassant, qui avait des quantités de projets splendides ou ridicules, et une insistance à faire croire qu'il était un descendant du fameux compositeur. Il venait d'une famille charmante, c'était une personnalité charmeuse et amusante. »

Il meurt le 4 février 1952 de la maladie de Hodgkin au Charing Cross Hospital (en) de Londres. Son groupe, conduit par le guitariste Ernest 'Ernie' Penfold, rebaptisé "The South Sea Serenaders", continuera à jouer jusqu'à la fin des années 1960.